# Turquía en los Juegos Olímpicos de Tokio 1964
Turquía estuvo representada en los Juegos Olímpicos de Tokio 1964 por un total de 23 deportistas masculinos que compitieron en 4 deportes.
El portador de la bandera en la ceremonia de apertura fue el atleta Çetin Şahiner.

## Medallistas
El equipo olímpico turco obtuvo las siguientes medallas:
| Nombre        | Deporte            | Competición |
| ------------- | ------------------ | ----------- |
| Oro           |                    |             |
| Kazım Ayvaz   | Lucha grecorromana | 70 kg M     |
| İsmail Ogan   | Lucha libre        | 78 kg M     |
| Plata         |                    |             |
| Hüseyin Akbaş | Lucha libre        | 57 kg M     |
| Hasan Güngör  | Lucha libre        | 87 kg M     |
| Ahmet Ayık    | Lucha libre        | 97 kg M     |
| Bronce        |                    |             |
| Hamit Kaplan  | Lucha libre        | +97 kg M    |